# Burglahr
Burglahr é um município da Alemanha localizada no distrito de Altenkirchen, na associação municipal de Verbandsgemeinde Flammersfeld, no estado da Renânia-Palatinado.

## População
| - 1815 – 195 - 1835 – 237 - 1871 – 260 - 1905 – 238 - 1939 – 260 | - 1950 – 290 - 1961 – 306 - 1970 – 286 - 1987 – 392 - 2005 – 492 |